# Kurtzia arteaga
Kurtzia arteaga é uma espécie de gastrópode do gênero Kurtzia, pertencente a família Mangeliidae.